# Prix Félix-Leclerc de la poésie
Pour les articles homonymes, voir prix Félix-Leclerc.
Ne doit pas être confondu avec le Prix Félix-Antoine-Savard, décerné tous les ans
Le prix Félix-Leclerc de la poésie est un prix d’excellence décerné à tous les deux ans à un jeune poète québécois dans le cadre du Festival international de la poésie de Trois-Rivières.

## Information sur le prix
Le prix Félix-Leclerc de la poésie a été créé en 1997 par la Fondation Félix-Leclerc en collaboration avec la Fondation Les Forges à l'occasion du 10e anniversaire de la mort du poète Félix Leclerc.
En plus du gagnant, le jury peut, s’il le juge pertinent, nommer un ou deux autres finalistes.

## Les critères d’admissibilité au prix
- avoir moins de 35 ans ;
- être canadien ;
- avoir publié, dans les deux dernières années, un premier recueil de poésie en langue française, chez un éditeur reconnu.

## Le prix
- une bourse de 1000 dollars canadiens ;
- un coffret de l'œuvre complète de Félix Leclerc;
- une invitation à participer au Festival international de la poésie de Trois-Rivières.

## Les lauréats et les lauréates
- 1999 : Anne Peyrouse pour Dans le vertige des corps[1]
- 2001 : Carl Lacharité pour Vertiges quotidiens; autre finaliste : David Bergeron pour Fuir la maison
- 2003 : Isabelle Forest pour Les chambres orphelines;  autres finalistes : Pierre Labrie pour L'amour usinaire et Léon Guy Dupuis pour Rebours
- 2005 : Danny Plourde pour Vers quelque (sommes nombreux à être seul)
- 2007 : Georgette LeBlanc pour Alma
- 2009 : Daniel Leblanc-Poirier pour La Lune n'aura pas de chandelier
- 2011 : Étienne Lalonde pour Histoires naturelles
- 2013 : Rose Eliceiry pour Hommes et chiens confondus
- 2015 : Roxane Desjardins pour Ciseaux
- 2017 : Laurence Lola Veilleux pour Amélia (Poètes de brousse)[2]
- 2019 : Andréane Frenette-Vallières pour Juillet, le Nord (Éditions du Noroît)[3]
- 2021 : Alex Thibodeau pour Infantia (Le Lézard amoureux)[4]